# محاصره ناروا
محاصره ناروا (روسی: Осада Нарвы، سوئدی: Belägringen av Narva) که همچنین با نام نبرد دوم ناروا شناخته می‌شود، دومین تلاش برای محاصرهٔ پادگان-شهر ناروا از امپراتوری سوئد توسط روسیه تزاری در ۸ ژوئیه تا ۲۰ اوت ۱۷۰۴ و در جریان جنگ بزرگ شمالی (۱۷۰۰–۱۷۲۱) بود که با پیروزی روسیه به پایان رسید.

## پیش‌زمینه
در آغاز جنگ بزرگ شمالی، روسیه نیز پس از شکست دولت‌های دانمارک-نروژ و مشترک‌المنافع لهستان-لیتوانی در سال ۱٬۷۰۰ وارد صحنهٔ جنگ شد. این محاصرهٔ ناروا چهار سال پس از اولین نبرد ناروا رخ داد؛ جایی که سپاه ۴۰ هزار نفری و ناکارآزموره تزار پتر یکم توسط سپاه بسیار کوچک‌تر کارل دوازدهم ۱۶ ساله که آنها را از پشت غافل‌گیر کرد، شکست خوردند. پتر یکم به‌جای دل‌سردی از این شکست خفت‌آمیز، بار دیگر با یک ارتش سازماندهی و تجهیز شده، مجدداً به منطقه لشکر کشید تا ناروا را تصرف و اینگریا سوئد را اشغال کند. اینگریا در آن وقت یک مرکز لجستیکی سوئدی و سرزمینی بود که در سال ۱۶۱۷ توسط روسیه به این گشور واگذار شده بود.

## محاصره
سپاه ۲۰ هزار نفری مارشال بوریس شرمتف، تارتو را در ۲۴ ژوئن به تصرف خود درآوردند و پس از آن نیروهای روسیه به رهبری گئورگ بندیکت فون اوگیلوی با ۲۰ یا ۴۵ هزار سرباز، ناروا را با پادگان تحت فرماندهی سرلشکر هنینگ رودولف هورن رانزین و متشکل از ۳٬۸۰۰ سرباز پیاده و ۱٬۳۰۰ سواره محاصره کردند.
در آن اثنا، کارل دوازدهم سرگرم جنگ در لهستان بود که فرصت خیلی خوبی را برای تلافی شکست به روسیه می‌بخشید. کارل پادگان بسیار کوچکی در ناروا مستقر کرده بود. پس از یک محاصرهٔ طولانی و به دنبال یک حملهٔ سه جانبه، روس‌ها ناروا را در ۲۰ اوت [سبک قدیمی: ۹ اوت] ۱۷۰۴ تصرف کردند و صدها پادگان سوئدی و ساکنان آن را به تلافی شکست پیشین و پیش از آنکه پیتر آنها را متوقف کند، قتل‌عام کردند. پتر تلاش زیادی برای آرام کردن سربازان خود کرد. کشتار تنها زمان پایان یافت که او ۱۲ تن از روس‌هایی را که جنون خونریزی گرفته بودند با دستان خود کشت.
ژنرال هورن، چندین افسر و بسیاری از سربازان سوئدی پس از حدود ۳٬۲۰۰ نفر کشته در جریان محاصره و پس از آن، دستگیر شدند. روس‌ها نیز در مجموع ۳ هزار مرد را از دست دادند؛ اما برخی تخمین‌ها گویای تلفات بیش از ۱۰ هزار نفر است.
پس از این فتح و در همان ماه، پتر یکم پیمان ناروا را در شهر امضا کرد. این پیمانی بود که حضور کنفدراسیون ضد سوئدی ساندومیرز و مشترک‌المنافع لهستان-لیتوانی در کنار روسیه را علیه سوئد تا پایان جنگ تضمین کرد.
در ۱۱ سپتامبر، شهروندان بازماندهٔ ناروا با پیتر یکم در حیاط تالار شهر بیعت کردند و این شهر رسماً به روسیه تزاری الحاق شد.